# Guillaume Jean Gérard Klerck
Jonkheer Guillaume Jean Gérard Klerck (* 13. Februar 1825 in Lüttich, Königreich der Vereinigten Niederlande, heute: Belgien; † 17. Januar 1884 in Den Haag) war ein niederländischer Offizier und konservativ-liberaler Politiker, der 1876 im Kabinett Heemskerk/van Lynden van Sandenburg Kriegsminister sowie zwischen 1879 und 1883 im Kabinett Van Lynden van Sandenburg Minister für Wasserwirtschaft, Handel und Industrie war.

## Leben
Jonkheer Guillaume Jean Gérard Klerck stammte aus der Veenendaaler Adelsfamilie Klerck und war der Sohn von Jonkheer Reinhold Antonie Klerck und dessen Ehefrau Isabella Jacoba van Citters. Er absolvierte eine Ausbildung zum Offizier der Genietruppe und wurde am 18. Juni 1854 zum Oberleutnant (Eerste luitenant der genie) befördert. Als Leutnant im Pionierkorps in Den Haag war er unter anderem verantwortlich für den Bau der Straße von Den Haag zum Legerkamp Waalsdorp, dem Armeelager in der Waalsdorpervlakte. Am 17. Oktober 1861 wurde er zum Hauptmann (Kapitein der genie) befördert und wurde als solcher am 5. November 1867 ehrenvoll entlassen, woraufhin er als Berater für den Eisenbahnbau tätig war.
Als Nachfolger von Hendrik Johannes Enderlein und nach einer kommissarischen Amtsführung von Marineminister Willem Frederik van Erp Taalman Kip übernahm Klerck am 1. Februar 1876 im Kabinett Heemskerk/van Lynden van Sandenburg das Amt als Kriegsminister (Minister van Oorlog). Als Kriegsminister baute er die Feldartillerie aus und versorgte die Infanterie mit Pioniergerätschaften, damit Infanteristen ihre eigenen Erdverteidigungen errichten konnten. Er beschloss, Hinterladergewehre aus Bronze zu kaufen. Unmittelbar nach seinem Amtsantritt begann er mit der Ausarbeitung des Milizgesetzes (Militiewet), das das jährliche Kontingent an Milizsoldaten auf 14.000 erhöhte. Nach der Ablehnung von Artikel 1 dieses Gesetzentwurfs am 16. Juni 1876 mit 43 zu 31 Stimmen trat er am 11. September 1876 zurück, woraufhin Marineminister van Erp Taalman Kip zunächst das Amt wieder kommissarisch, ehe Hendrik Johan Rudolph Beyen am 30. September 1876 offiziell Kriegsminister wurde. Neben der Ablehnung des Entwurfs des Milizgesetzes geriet er auch in Konflikt mit König Wilhelm III., als während einer Überschwemmung in der Provinz Noord-Brabant 1876 Armeezelte ohne dessen Erlaubnis genutzt wurden.
Guillaume Jean Gérard Klerck war zwischen dem 12. Februar 1878 und dem 21. August 1879 Mitglied des Stadtrates von Den Haag und zudem Vorsitzender der niederländischen Kommission zur Weltausstellung Paris 1878. 1879 kandidierte er im Wahlkreis Gorinchem für ein Mandat in der Zweiten Kammer der Generalstaaten, unterlag aber dem Kandidaten der Anti-Revolutionären Partei ARP (Anti-Revolutionaire Partij), Levinus Wilhelmus Christiaan Keuchenius. Er übernahm am 20. August 1979 im Kabinett Van Lynden van Sandenburg den Posten als Minister für Wasserwirtschaft, Handel und Industrie (Minister van Waterstaat, Handel en Nijverheid) und bekleidete dieses Ministeramt bis zum Ende der Amtszeit von Ministerpräsident Constantijn Theodoor van Lynden van Sandenburg am 23. April 1883. Zugleich war er von März 1880 bis 1881 Ehrenvorsitzender der internationalen Ausstellung für Fischereigerätschaften in Scheveningen, zwischen 1881 und 1882 Vorsitzender des Königlichen Instituts für Ingenieure KIVI (Koninklijk Instituut van Ingenieurs) sowie zeitweilig auch Ehrenvorsitzender des Niederländischen Verbandes für Lokalbahnen und Straßenbahnen (Nederlandsche Vereeniging voor Locaalspoorwegen en Tramwegen). 1882 wurde ein Gesetz erlassen, durch das die Vermögenswerte und Gebühren der Amsterdamer Kanalgesellschaft (Amsterdamse Kanaalmaatschappij) auf den Staat übertragen wurden. Außerdem wurde 1883 ein Gesetz zur Verlegung der Mündungen der Maas in die Amer durch den Bau eines Kanals und die Schließung der Maas in Heusden verabschiedet. Des Weiteren legte er verschiedene Gesetze zur Verbesserung und zum Bau von Kanälen vor, von denen das wichtigste das zwischen Amsterdam und der Merwede war.
1883 kandidierte Klerck abermals für ein Mandat in der Zweiten Kammer, unterlag aber im Wahlkreis Gorinchem erneut dem ARP-Kandidaten Levinus Wilhelmus Christiaan Keuchenius. Er bewarb sich zudem im Wahlkreis Den Haag, in dem er aber von dem Konservativen Willem Wintgens besiegt wurde. Er war daraufhin zwischen dem 26. Juni 1883 und 17. Januar 1884 noch einmal Mitglied des Stadtrates von Den Haag. Er war seit dem 19. Oktober 1848 Jonkvrouw Cornelia Maria des Tombe (14. September 1824–17. Dezember 1873) verheiratet.

## Veröffentlichung
- Verslag over de Nederlandsche afdeeling op de Internationale Tentoonstelling gehouden te Parijs in 1878, Commissie Internationale tentoonstelling te Parijs, 1878 (Onlineversion)

## Hintergrundliteratur
- Onze bestuurders in moederland en koloniën, 1885 (Onlineversion)